# اورانیم بورید
اورانیم بورید (به انگلیسی: Uranium boride) با فرمول شیمیایی UB۲ یک ترکیب شیمیایی است. که جرم مولی آن ۲۵۹٫۶۵۱ g/mol می‌باشد. 